# 克勉十三世
克勉十三世（拉丁語：Clemens PP. XIII；1693年3月7日—1769年2月2日）原名卡洛·德拉·托雷·迪·雷佐尼科（Carlo della Torre di Rezzonico），1758年7月6日當選教宗，同年7月16日即位至1769年2月2日為止。

## 生平事迹
他曾抵制来自西班牙和法国君主呼吁解散耶稣会的压力。

## 譯名列表
- 十三世：天主教香港教區禮儀委員會：禧年專頁（页面存档备份，存于）作克萊孟十三世。
- 十三世：香港天主教教區檔案　歷任教宗作。
- 克雷芒十三世：《大英簡明百科知識庫》2005年版[永久]、《世界人名翻譯大辭典》1993年版作克雷芒。